# Герб Ирбита
Герб муниципального образования город Ирби́т Свердловской области Российской Федерации — официальный символ города Ирбита и соответствующего муниципального образования.
Герб утверждён 21 июня 2001 года Решением Ирбитской городской Думы.
25 января 2002 года герб внесён в Государственный геральдический регистр под регистрационным номером 779. (Протокол № 9 Заседания Геральдического совета при Президенте Российской Федерации от 25.01.2002 г.)

## Геральдическое описание (блазон)
Щит пересечён серебром и червленью; вверху — свободный Андреевский крест; внизу — накрест золотая сабля и поверх неё — крылатый кадуцей.

## История и обоснование символики
Ирбит стал первым из уральских городов получивший Высочайше утверждённый герб.

### Первый (исторический) герб
Исторический герб Ирбита был Высочайше утверждён 22 января (2 февраля) 1776 года императрицей Екатериной II. (ПСЗРИ, 1776, Закон № 14426).
Подлинное описание герба Ирбита гласило:
«Прямо стоящій щитъ, разрѣзанный поперегъ на-двое, въ верхней части въ серебряномъ полѣ голубой Андреевской крестъ, показующій непоколебимую вѣрность жителей города Ирбита къ Ея Императорскому Величеству; в нижней части въ красномъ полѣ положенные на крестъ сабля и Меркуріев жезлъ золотые, означающіе, первое, пораженіе симъ оружіемъ злодѣевъ, а второе упражненіе въ торговлѣ жителей сего мѣста.
Герб Ирбита, вероятнее всего, был составлен герольдмейстером князем М. М. Щербатовым, с 1771 по 1777 годы возглавлявший Геральдическую контору.

### Герб Кёне
В 1862 году, в период геральдической реформы Кёне, был разработан проект нового герба уездного города Ирбита Пермской губернии (официально не утверждён):
В лазоревом щите серебряный Андреевский крест, сопровождаемый в главе и оконечности щита серебряными с золотыми рукоятками мечами и по сторонам двумя золотыми византийскими монетами. В вольной части герб Пермской губернии. Щит увенчан серебряной стенчатой короной и положен на два золотых положенных накрест молота, соединёнными Александровской лентой.

### Советский период

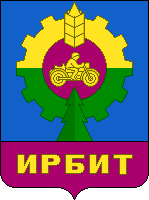
Герб 1967 года

В советский период исторический герб Ирбита не использовался.
10 августа 1967 года решением исполнительного комитета Ирбитского городского Совета депутатов трудящихся № 301 «О принятии герба города Ирбита» были подведены итоги проводившегося ранее конкурса на разработку городского символа. Первое место было присуждено проекту, разработанному художником завода автоприцепов В. Ф. Батечко.
7 сентября 1967 года решением четвёртой сессии одиннадцатого созыва Ирбитского городского Совета депутатов трудящихся № 301 «О принятии герба города Ирбита» был утверждён новый вариант городского герба.
Герб имел следующее описание:
Герб имеет форму вертикально поставленного щита. Эта традиционная форма наиболее удобна. На гербе отражены ведущие отрасли хозяйства города и района. Основное направление экономики города — машиностроение — отражено в виде зубчатого колеса, в центре которого силуэт мотоцикла. И уже на базе технического оснащения сверху и снизу даны эмблемы зернового хозяйства и лесной промышленности — ведущих отраслей хозяйства района. По традиции эта композиция разделена на две части: верхняя жёлтого цвета — цвета зерна, нижняя зелёного цвета — цвета леса. Все расположено на голубом фоне, придающем гербу величие и яркость. Внизу герба выполнена надпись „ИРБИТ“ на лиловом фоне — это цвет нашей земли. Он хорошо сочетается с общим голубым полем герба.
Мотоцикл в гербе напоминает о выпускаемых в городе мотоциклах «Урал» и символизирует мотогонщиков Ирбита, успешно участвовавших в общесоюзных и международных состязаниях.

### Современность
21 июня 2001 года Решением Ирбитской городской Думы исторический герб Ирбита был восстановлен. Зарегистрирован в областном регистре под номером 5.

## Герб Ирбитского района

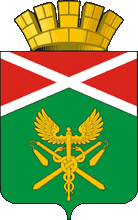
Герб Ирбитского муниципального образования 2007 года

Герб Ирбитского муниципального образования (бывший Ирбитский район; не включает город Ирбит) был утверждён 28 марта 2007 года Решением Думы Ирбитского муниципального образования от № 284:
В зелёном поле золотой кадуцей переплетённый с двумя таковыми же цепами накрест, сопровождаемый во главе серебряным косвенным крестом, заполненным вверху и по сторонам червленью. Щит увенчан короной установленного образца.
Обоснование символики герба Ирбитского муниципального образования:
— Зелёный цвет поля и золотые цепы символизируют развитое сельское хозяйство.
— Кадуцей выступает знаком оживлённой торговли на знаменитой Ирбитской ярмарке, оказавшей значительное влияние на развитие Ирбитского уезда.
— Косой крест, заполненный червленью, по своей окраске соотносится с гербом города Ирбит, в числе фигур которого присутствуют Андреевский крест и кадуцей.
Герб Ирбитского муниципального образования внесён в Государственный геральдический регистр РФ под № 3283. (Протокол Заседания Геральдического совета РФ № 37д).